# Kabìla (gruppo musicale)
I Kabìla, parola araba per “tribù”, sono un gruppo musicale italo-libanese che propone una fusione di lingue e sonorità mediterranee.
Il gruppo è in attività dal 2006 ed ha al suo attivo produzioni di CD e tour in Italia e all'estero. Il loro genere musicale viene definito come world-music.
I Kabìla scrivono i propri pezzi musicali e utilizzano anche brani della tradizione popolare libanese e, più in generale, medio-orientale. L'origine di alcuni di questi brani di tradizione popolare è sconosciuta.
I Kabìla hanno all'attivo quattro album: “La città degli alberi” (Ai-music di Fabio Brescia, 2008), “Oltre noi” (Ai-music/EGEA Music, 2010), “Yallah!” (Soffici Dischi/Audioglobe, 2013) e “Life” (Compagnia Nuove Indye - CNI Music/Materiali Sonori, 2018).
Oltre ai tour internazionali in Libano, nel 2012 e nel 2016, e in Grecia, nel 2014 e 2015, i Kabìla hanno suonato nei principali festival italiani (Arezzo Wave, Festambiente a Rispescia, Festambiente Sud a Monte Sant'Angelo, Festambiente Mediterraneo a Palermo, Suq Festival a Genova, Festival del Mediterraneo a Conversano, Adriatico Mediterraneo Festival ad Ancona, Ferrara Buskers Festival).

## Storia

### La formazione
I Kabìla nascono ufficialmente ad Arezzo nel 2006 grazie a Mirko Speranzi, Cristiano Rossi, Emad Shuman e Marco Patrussi. Reduci da precedenti esperienze musicali tra alcuni di loro (la band Tribe Revolution) e con altri musicisti, decidono di dare vita ad un progetto musicale nel quale le canzoni siano cantate in arabo e italiano.

### La città degli alberi(2008)
Nel 2008 esce il primo CD dal titolo La città degli alberi, un concept album prodotto da Massimo Giuntini. L'album narra la storia di un viaggio che il protagonista, di nome Sun, decide di fare in Africa per ritrovare se stesso. I testi e le musiche sono di Mirko Speranzi. Il disco si avvale della collaborazione del musicista siriano Muauia Alabdulmagid all'oud.
Subito dopo l'uscita del CD entra nella band Giacomo Chiarini al basso.

### Cambio di formazione e collaborazioni individuali (2009)
Nel 2009 a seguito della prematura scomparsa di Marco Patrussi, entra in formazione Adriano "Nano" Checcacci alla batteria.
Sempre nel 2009 il cantante Emad Shuman è presente nel cd Onda libera dei Modena City Ramblers, dove canta nel brano Di corsa e i Kabìla aprono i concerti di alcune date dei Modena City Ramblers stessi nel loro Onda libera tour.

### Oltre noi(2010)
Nel 2010 Kabìla pubblicano il loro secondo cd Oltre noi dedicato allo scomparso Marco Patrussi e guidato dal singolo Viaggio mediterraneo, sempre presente nelle scalette dei concerti. I testi sono di Mirko Speranzi ed Emad Shuman, le musiche di Mirko Speranzi con contributi di Massimo Giuntini e Muauia Alabdulmagid, presente all'oud anche in questo disco. L'album ottiene ottime recensioni per l'originalità del suono proposto.
Nel 2011 entrano stabilmente nella formazione Gabriele "Cato" Polverini alla chitarra elettrica e Marco Chianucci al basso, quest'ultimo a seguito dell'uscita di Giacomo Chiarini.
Nel 2012 i Kabìla suonano per la prima volta in tour in Libano.

### Yallah(2013)
Nel 2013 esce il terzo cd Yallah sempre prodotto da Massimo Giuntini. Il nuovo lavoro, nel quale spiccano il singolo Dabkeh e una personale reinterpretazione di Sidun di Fabrizio De André, presenta ospiti importanti come Andrea Chimenti, Gabin Dabirè e Raffaello Simeoni. Da questo album, Shady Hasbun collabora alle percussioni arabe.

### Life(2018)
Dopo due tour in Grecia e un altro in Libano, i Kabila pubblicano nel 2018 il loro cd più ambizioso dal titolo Life, un concept album interamente arrangiato dalla band. Per la produzione si affidano ad un crowdfunding.
In questo nuovo lavoro, a cui collaborano anche Francesco Moneti (Modena City Ramblers) e Stratos Diamantis (X-Darawish), i Kabila decidono di cantare anche in inglese e di dare spazio a nuove sonorità elettroniche. 
Il nuovo lavoro è promosso attraverso il singolo Life is goin' on di cui viene girato un video con la regia del libanese Ibrahim Zeater.
Con l'uscita di Life entra stabilmente nella band il percussionista Shady Hasbun.
A novembre 2020 i Kabìla hanno pubblicato una tiratura limitata su vinile di 300 copie dell'album Life.

## Formazione

### Formazione attuale
- Mirko Speranzi (dal 2006): voce solista, piano, tastiere, sintetizzatori, cori
- Cristiano Rossi (dal 2006): oud, saz, chitarra acustica
- Emad Shuman (dal 2006): voce solista, cori)
- Adriano "Nano" Checcacci (dal 2009): batteria, drum machine, percussioni
- Gabriele "Cato" Polverini (dal 2011): chitarra elettrica
- Marco Chianucci (dal 2011): basso
- Shady Hasbun (dal 2018): percussioni arabe

### Ex componenti
- Marco Patrussi (2006-2009): batteria, percussioni
- Muauia Alabdulmagid (2008-2010): oud
- Giacomo Chiarini (2008-2011): basso

## Discografia
- 2008 - La città degli alberi
  - 1 La città degli alberi
  - 2 Concerto d'Africa
  - 3 L'oasi del tempo
  - 4 Il mare di metallo
  - 5 Notte in Sierra Leone
  - 6 La forbice del Nilo
  - 7 Al centro del villaggio tribale
  - 8 Nel viaggio
  - 9 Canto di sirena
  - 10 Ricordi d'Africa
  - 11 Un futuro che nasce a sud
- 2010 - Oltre noi
  - 1 Prima dell'alba
  - 2 Mani nel fango (musica di Mirko Speranzi e Massimo Giuntini)
  - 3 Cerco l'acqua (musica di Mirko Speranzi e Massimo Giuntini)
  - 4 Grattacieli
  - 5 Viaggio mediterraneo
  - 6 Dove c'è una strada (musica di Mirko Speranzi e Massimo Giuntini)
  - 7 Uno dei tanti
  - 8 Piramidi (musica di Mirko Speranzi e Muauia Alabdulmagid)
  - 9 Sole d'Oriente
  - 10 Tamburi dal cielo
  - 11 Oltre noi
- 2013 - Yallah (testi di Mirko Speranzi ed Emad Shuman e musiche di Mirko Speranzi, eccetto dove indicato)
  - 1 Dabkeh (musica di Mirko Speranzi e Massimo Giuntini)
  - 2 Yallah (La lunga corsa) (Testo di Mirko Speranzi, Emad Shuman e Chadi Dalaty-YaSeeDee musica di Mirko Speranzi, Massimo Giuntini, Chadi Dalaty-YaSeeDee)
  - 3 Due stelle (testo di Mirko Speranzi e Gabin Dabirè, musica di Mirko Speranzi, Massimo Giuntini e Gabin Dabirè)
  - 4 Confini (musica di Mirko Speranzi e Massimo Giuntini)
  - 5 L'ultimo grido (musica di Mirko Speranzi e Massimo Giuntini)
  - 6 Ummi (musica di Mirko Speranzi e Massimo Giuntini)
  - 7 Al di là del ponte
  - 8 Strade di Beirut
  - 9 Volo di rondine
  - 10 Sidun (Fabrizio De Andrè / Mauro Pagani)
- 2018 - Life (testi di Mirko Speranzi ed Emad Shuman e musiche di Mirko Speranzi, eccetto dove indicato)
  - 1 Un ricordo ritorna (parte I)
  - 2 Polvere impazzita
  - 3 La paura non inganna
  - 4 White nightmare (testo di Mirko Speranzi, Emad Shuman e Gabriele Polverini)
  - 5 Silenzi
  - 6 Life is goin' on
  - 7 Carezze (musica di Mirko Speranzi e Adriano Checcacci)
  - 8 Alba su di te
  - 9 Sun in the rain
  - 10 Immagini nel vento
  - 11 Un carillion
  - 12 The hermit
  - 13 Frane
  - 14 Il punto più alto (musica di Mirko Speranzi e Gabriele Polverini)
  - 15 Un ricordo ritorna (parte II)